# Diffuser
Diffuser est un groupe de rock américain (Long Island) qui s'est formé en 1994.
Il se composait alors de Tomas Costanza (guitare/chant), Anthony Cangelosi (guitare), Lawrence Sullivan (basse) et Billy Alemaghides (batterie). Leur titre le plus célèbre est I Wonder (2003), qui fait partie de la bande originale de Freaky Friday : Dans la peau de ma mère, mais on peut citer aussi leurs titre Tell Her This (2001), New High (2004), Why (2004) et Only in the Movies (2004).
Désormais, le groupe se compose de
- Tomas Costanza (guitare/chant)
- Anthony Cangelosi (guitare)
- Peter Schojan (basse)
- Dan Leo (batterie)